# Die Zimmerschlacht
Die Zimmerschlacht. Übungsstück für ein Ehepaar ist ein Drama von Martin Walser.

## Entstehung
Den ersten Akt des Stückes schrieb Walser 1962/63 als Hörspiel, welches 1966 unter dem Titel „Erdkunde“ gesendet wurde. Die Uraufführung der erweiterten Fassung fand am 7. Dezember 1967 in den Kammerspielen in München unter der Regie von Fritz Kortner statt.
Das Stück wurde in ganz Europa inszeniert und brachte Walser finanzielle Sicherheit. In den folgenden zehn Jahren war es in der Bundesrepublik Deutschland sogar das dritthäufigst aufgeführte Stück (vgl. Fetz, Gerald A. S. 95).

## Handlung
Das Theaterstück „Zimmerschlacht“ spielt in dem Wohnzimmer der Familie Fürst und beschreibt die Versuche des Ehepaares Fürst einen gemeinsamen Abend zu genießen. Eigentlich haben die beiden Hauptcharaktere geplant, den Abend mit drei weiteren befreundeten Paaren zu verbringen und eine Einladung ihres Freundes Benno und seiner neuen, deutlich jüngeren Lebensgefährtin anzunehmen. Felix beschließt gemeinsam mit den Herren Neumerkel und Mengel, die Einladung zu boykottieren und Benno damit deutlich zu zeigen, was sie von seiner Beziehung zu der jungen Rosa halten. Erst später wird Felix’ wahrer Beweggrund deutlich. Er findet Rosa sehr anziehend und kann es nicht ertragen, seine Ehefrau im direkten Vergleich mit ihr zu sehen.
Das Fernbleiben von der Abendgesellschaft führt dazu, dass Felix und Trude den Abend alleine zu Hause verbringen. Es zeigt sich, dass die beiden nicht mehr wissen, was sie mit ihrer Zweisamkeit anfangen können. Obwohl beide gerne aus ihrem gewohnten Alltag ausbrechen möchten, um etwas Verrücktes und Abenteuerliches zu tun, halten sie zu stark an ihrer eingefahrenen Lebensform fest. Auch wenn er es nicht zugibt, bewundert Felix seinen Freund Benno für dessen Mut, seine Frau Regina zu verlassen und sich mit der jungen Rosa zu verloben. Felix würde gerne auch Entscheidungen ohne Rücksicht auf gesellschaftliche Normen und Regeln treffen können.
Felix: „Wir sind allein. Du und ich. Ein Mann und eine Frau. Wir dürfen, was wir wollen. Ich wünschte, du spürtest das so ungeheuer wie ich. Wir könnten auf Zehenspitzen gehen. Die Arme durch die Luft schleudern, verrückt gewordene Windmühlen spielen, oder einfach alle Tische, Stühle, Sessel umwerfen“ (Seite 18).
Beide wünschen sich, dass neuer Wind in die Beziehung kommt und mehr Schwung in ihre Beziehung und ihr Liebesleben bringt. Trude zitiert aus dem Kamasutra „Kein anderes geeignetes Mittel, die Leidenschaft wachsen zu machen, als Anführung der Taten, die mit Nägeln und Zähnen vollbracht werden“ (Seite 20).
Um eine lockere Atmosphäre entstehen zu lassen und der unangenehmen Situation zu entkommen, trinken die beiden einige Gläser Cognac.
Trude bittet Felix noch einmal zu erzählen, wie er im Krieg feindliche Flugzeuge abgeschossen hat, weil sie sich erhofft, dass Felix dann wieder männlicher auf sie wirkt. Sie sehnt sich nach einem richtigen Mann und ist den rücksichtsvollen Erdkundelehrer leid. Während des Gespräches wird jedoch deutlich, dass Felix sich die Kriegsgeschichte ausgedacht hat, um dem Verlangen seiner Frau nach einem starken, männlichen Partner und den Erwartungen der Gesellschaft an einen erfolgreichen Soldaten gerecht zu werden. Darüber hinaus wird deutlich, dass Felix seiner Frau mehrere Seitensprünge gestanden hat, die jedoch nie stattgefunden haben.
Auf dieses Geständnis folgt ein Streit, der deutlich zeigt, dass die beiden Hauptcharaktere einander nicht mehr lieben, jedoch auch nicht hassen. Die Ehe der beiden ist zum einen alltäglich geworden und nicht mehr wegzudenken, auf der anderen Seite sehnen die beiden sich jedoch nach einem anderen Leben.
Im Endeffekt sind beide Charaktere nicht in der Lage, aus ihren gewohnten Bahnen auszubrechen und sich gegen die Erwartungen der Gesellschaft zu wehren. So folgen die beiden doch der Einladung von Benno und Rosa.

## Werkkontext
Das Stück befasst sich mit dem Eheleben der Hauptcharaktere und spielt sich ausschließlich im privaten und intimen Bereich ab. Die zeitgeschichtlichen und moralpolitischen Aspekte, die Walser sonst so sehr interessieren, finden hier keine Berücksichtigung.
Der Bezug zu aktuellen Gesellschaftsmustern wird in dem Stück „Die Zimmerschlacht“ durch einen leicht entfremdeten Realismus sowie eine räumliche und figurenmäßige Beschränkung erreicht. Die zwei Hauptcharaktere verdeutlichen in ihrem Wohnzimmer, welche gesellschaftlichen Erwartungen an ein Ehepaar gestellt werden. Die beiden haben das Gefühl, die Ehe aufrechterhalten zu müssen, obwohl sie keine Liebe mehr für einander empfinden. Der Freund Benno hingegen hat es geschafft, aus einer solchen eingefahrenen Ehe auszubrechen und spürt nun die Reaktion der Gesellschaft, indem sich seine eigenen Freunde von ihm distanzieren.
Die Beschreibung der gesellschaftlichen Zwänge ähnelt thematisch sehr den gesellschaftlichen Rahmenbedingungen der Anselm-Kristlein-Trilogie von Martin Walser. Obwohl Anselm Kristlein zwischenzeitlich einen beruflichen Aufstieg erreicht, indem er vom Vertreter zum Werbetexter und zum Schriftsteller avanciert, wird deutlich, dass er weiterhin von der Gesellschaft und deren Mitgliedern abhängig bleibt.
Gerald A. Fetz bezieht sich in seinem Werk „Martin Walser“ auf ein Zitat von Brändle, in welchem dieser darauf verweist, dass die alltäglichen Praktiken einer kleinbürgerlichen Ehe in dem Stück deutlich herausgestellt werden. „Von Handlung und Entscheidung des Einzelnen kann eigentlich nicht mehr geredet werden, weil dem Zuschauer erkenntlich wird, daß sogar die Lüge und Heuchelei im Privaten des Studienrats nichts anderes ist als Imitation alltäglicher Praktiken der Gesellschaft, die Konflikte vortäuschen, wo längst schon Verdinglichung herrscht. Walser sieht und gestaltet – trotz der vordergründig privaten Handlungsführung – nicht das Versagen des Einzelnen, sondern das Versagen einer Gesellschaftsform und die Lebensbedingungen dieser Gesellschaft.“
Die Form des Stückes erinnert an die Form der Duodramen. Duodramen waren am Ende des 18. und Begin des 19. Jahrhunderts sehr beliebt und zeichneten sich dadurch aus, dass sie Dramen für zwei Schauspieler oder Sänger darstellten.

## Rezeption
Reiner Taëni verweist in seinem Essay über Martin Walsers Dramen, der in der Zeitschrift TEXT + KRITIK veröffentlicht wurde, auf Verwunderung über den Erfolg Martin Walsers auf den Bühnen der Bundesrepublik in den 60er Jahren, da das Theater damals in der Praxis streng nach dem Motto „keine Experimente – keine Risiken“ handelte (vgl. Taëni). Die Berechtigung seines Erfolges sei zu damaliger Zeit schon umstritten gewesen. Der Kritiker Günther Rühle betont jedoch, dass das deutsche Theater durch Walser zum ersten Mal zu einer selbstständigen Gestalt komme, die Modellcharakter hat und nicht eine Nachzeichnung vorgefundener Abläufe ist. Genau diesem Aspekt widerspricht Reich-Ranicki jedoch, indem er angibt, dass Walser genau diese angestrebte Modellsituation in seinen ersten Stücken („Eiche und Angorar“, „Überlebensgroß Herr Krott“ und „Der schwarze Schwan“) nicht gelingt und dass genau dies der Grund ist für das Scheitern von Walser (vgl. Taëni).
Im Gegensatz zu anderen Autoren seiner Zeit, wie zum Beispiel Kipphardt, Hochhuth oder Weiss, die sich in ihren Stücken mit historischen Themen beschäftigten, verarbeitete Walser zeitgeschichtlich relevante Themen, welche die gegenwärtige Gesellschaft betrafen.
Marcel Reich-Ranicki bescheinigt Martin Walser, dass er diese gegenwärtige Gesellschaft authentisch darstellt, solange die Charaktere frei miteinander sprechen. Diese authentische Darstellung wird laut Reich-Ranicki jedoch zunichtegemacht, indem Walser versucht, den Dialog der beiden Ehepartner bühnenwirksam aufzulockern. „Solange sich Walsers Figuren gegenseitig und ohne Umschweife attackieren und quälen und martern, solange sie ihre Gefühle und Ressentiments, ihre Gedanken und Befürchtungen, ihre Hemmungen und Komplexe direkt ausdrücken dürfen, wirkt Die Zimmerschlacht authentisch. […] Wo er jedoch szenische Effekte anstrebt, wo er seine Dialoge bühnenwirksam machen will, wird sein Theater dilettantisch und sein Humor geradezu albern.“
Auch Hellmuth Karasek bezieht sich in seiner Rezension des Stückes auf die realistische Beschreibung des Alltages in dem Drama. „Walser verbraucht den Alltag, um zu zeigen, wie uns der Alltag verbraucht“.
Auch wenn es zunächst den Anschein erweckt, dass dieses Stück sich ausschließlich mit der Beziehung von Felix und Trude auseinandersetzt, werden darüber hinaus gesellschaftliche Strukturen der 60er Jahre deutlich. Anthony Edward Waine schildert, dass die Entwicklung im Verlauf des Stückes auf das Zusammenwirken von individuellen und sozialen Kräften zurückzuführen ist. Er beschreibt fünf Phasen dieses Entwicklungsprozesses. „There are five principal stages in this progression. The action is motivated initially by social pressures (Benno’s ‘catch‘ and the paty). This provokes individual resistance (the intrigue and their staying at home). Felix’s act of resistance leads to a build-up of private pressure. These eventually cause a breakdown of resistance, and the final stage is the adaptation of the individual to the social process (their leaving for the party).“
Genau dieses Zusammenspiel von individuellen Bedürfnissen und Wünschen mit den sozialen Anforderungen der Gesellschaft führt zu der zuvor beschriebenen Authentizität und dem damit verbundenen Erfolg dieses Stückes.

## Ausgaben
Nach einer ersten Veröffentlichung im Jahr 1967 wurde das Stück in dem Sammelband Martin Walser. Stücke im Suhrkamp Verlag herausgegeben. In diesem Sammelband sind alle Theaterstücke, die Walser bis 1984 geschrieben hat, zusammengefasst.
- Der Abstecher. Die Zimmerschlacht. (2 Stücke, geschrieben 1961 bzw. 1962/1963/1967). Suhrkamp (es 205), Frankfurt am Main 1967.

Sammelausgaben:
- Stücke. Suhrkamp, Frankfurt am Main 1987.